# 대한민국 민법 제421조
대한민국 민법 제421조는 소멸시효의 절대적 효력에 대한 민법 채권법 조문이다.

## 조문
제421조(소멸시효의 절대적 효력) 어느 연대채무자에 대하여 소멸시효가 완성한 때에는 그 부담부분에 한하여 다른 연대채무자도 의무를 면한다.

第421條(消滅時效의 絶對的 效力) 어느 連帶債務者에 對하여 消滅時效가 完成한 때에는 그 負擔部分에 限하여 다른 連帶債務者도 義務를 免한다.

## 참고 문헌
- 오현수, 일본민법, 진원사, 2014. ISBN 9788963463452
- 오세경, 대법전, 법전출판사, 2014 ISBN 9788926210277
- 이준현 , LOGOS 민법 조문판례집, 미래가치, 2015. ISBN 9791155020869

## 같이 보기
- 소멸시효